# American Bulldog
För andra betydelser, se Bulldogg.
American Bulldog (amerikansk bulldogg) är en stor hundras av doggtyp. Rasen kommer från USA, mycket tyder dock på att den till stor del härstammar från Old English Bulldog som även gett upphov till engelsk bulldogg. 
Rasen är mellan 25 och 60 kg tung och har en mankhöjd på 50 till 71 cm. Rasen utmärker sig med stor variation mellan individer. Rasen delas upp i olika typer där huvudtyperna är Classic type (även kallad "Bully" eller "Johnsson"), Standard type (även kallad "Scott" eller "Performance") och Old Southern White alt. Old English White. En hund med härstamning från både rastyperna "Classic" och "Standard" kallas Hybrid. I utställningsringen bedöms hybrider enligt den standard som hunden följer bäst.

## Historia
Bulldoggens härstamning är omtvistad. Engelsk bulldogg och amerikansk bulldogg delar troligen samma härstamning. På den europeiska kontinenten är boxern en trolig nära släkting.
En bulldogg skulle ha förmågan att driva, samt bita sig fast i en mule, kind eller hals på ett större nötkreatur och inte släppa oavsett hur hårt djuret kämpade eller hur skadad bulldoggen blev i arbetet. 
Bulldoggen användes tidigare till att fånga nötkreatur, boskap och vildsvin av farmare och slaktare, men även till kamptävlingar som anordnades. Dessa tävlingar var främst "bull-baiting", d.v.s kamp mot tjur, men även kamp mot björn, lejon och andra farliga rovdjur förekom.
1835 förbjöds baitingtävlingar i England. Den enda baitingformen som överlevde bannlysningen var hundkamper. För att göra den uthålliga bulldoggen mer ettrig så korsades det in terrierblod. Resultatet kom att bli en uppsjö av "Bull and Terrier-korsningar". Dessa "bull and terrier-hundar" blev i sin tur så småningom vad vi i dag kallar bullterrier, staffordshire bullterrier, amerikansk pitbullterrier och american staffordshire terrier.
Nämnda förbud mot baittävlingar gjorde att bulldoggarna blev ovanliga i England. De exporterades ibland till Amerika där de gick upp i en redan existerande bulldoggstam.
I framför allt den amerikanska södern behövdes bulldoggen tack vare det faktum att den fortfarande hade ett jobb att utföra. Vildsvin och nötkreatur gick lösa över stora ytor i hård terräng där det var omöjligt att sätta upp stängsel. Istället fångades djuren in av den dåtida bulldoggen. Det ingick även i bulldoggens sysslor att skydda boskapen mot rovdjur. Man använde med fördel även bulldoggar som vakthundar. Under 1900-talet och tidigare fanns många historiska skrifter där stora plantagebulldoggar eller gårdsbulldoggar som hölls som vakthundar nämndes. Vaktförmågan var en bidragande orsak till att vissa bulldoggar behölls även efter det att man börjat stängsla in boskapen. 
Regionala variationer utvecklades och många namn användes för bulldoggen från södern. Några av de vanligt förekommande namnen var Old English White, White English, Brindle Bulldog och Old Country White.
Vid 1960-talets mitt var den blivande amerikanska bulldoggen utrotningshotad. Den tekniska utvecklingen med terrängfordon mm gjorde bulldoggen arbetslös. Utrotningen förhindrades av entusister genom att de sökte upp exemplar av vad vi känner som amerikansk bulldogg. Två idag välkända entusiaster är John D. Johnson och Allen Scott.
Dessa två personer har med tiden fått representera två varianter av amerikansk bulldogg, "Johnson type" och "Performance". Ursprungligen samarbetade Johnson och Scott och använde samma hundar men gick senare skilda vägar. Andra entusiaster har även anslutit sig och har bidragit till återuppbyggandet av rasen; Koura, Kerschner, Stover, Painter, Margentina och Williamson för att nämna några. 
Den första registreringen av rasen skedde vid 1970-talets början och då under namnet "American Pit Bulldog". Vid 1970-talets senare halva så bestämde sig Alan Scott, J.D Johnson och Joe Painter för att ändra namnet till American Bulldog. Detta för att inte blandas ihop med den amerikanska pitbullterriern.

### Rasregister och klubbar
American Bulldog är inte en erkänd hundras av den Fédération Cynologique Internationale (FCI), varför inte heller SKK eller andra FCI-anslutna kennelklubbar erkänner rasen. American Bulldog registreras dock av ett antal andra hundorganisationer av varierande storlek. Dessa är National Kennel Club (NKC), American Bulldog Regristry & Archives (ABRA), Animal Research Foundation (ARF) och United Kennel Club (UKC).

## Egenskaper

### Temperament
En amerikansk bulldogg är typiskt en glad och livlig hund som dock kan vara både lugn och tillgiven med sin familj. Rasen uppvisar ofta ett utvecklat vaktbeteende. De binder sig starkt till sin familj. Beroende på typ och avelsinriktning har den amerikanska bulldoggen mer eller mindre jakt- och vaktinstinkt. Rasen är generellt bra med barn och har varierande tolerans gentemot andra hundar. Socialisering med andra djur är att tillråda och hundaggression är en ej önskvärd egenskap. Man bör dock utgå ifrån att en amerikansk bulldogghane inte kommer acceptera en ytterligare ranghög hane. 
Den amerikanska bulldoggen är traditionellt en arbetande ras (vakt och jakt) med mycket energi.

### Användning
Rasen används i sitt hemland som så kallad "catch dog" på framför allt vildsvin. Det innebär att hunden biter sig fast i örat eller trynet på svinet och tvingar den på så sätt att hålla sig stilla. Så sent som på 60-talet var i princip alla amerikanska bulldoggar arbetande hundar som "catch dogs".  
Användningsområdena för rasen beror mycket på individen. Kennlarnas avelsinriktningar har styrt rasens variationsbredd där det i huvudsak riktas avelsarbete mot jakt, skydd och vakt, weight pulling eller utställning.

## Utseende
Utseendet varierar stort mellan individer. Det finns ingen rasstandard som blivit dominerande utan två standarder (Classic/Bully och Standard) samexisterar. Dessutom avlar flera inflytelserika kennlar i USA på önskad funktion i första hand och inte efter en fastslagen standard.
Rasen är mellan 25 och 60 kg tung och har en mankhöjd på 50 till 71 cm. Muskulös och kraftigt byggd med ett brett skulderparti och ett stort huvud med en måttligt till mycket kort nos. Kort något sträv päls. Färgen ska vara vit eller kombinationer av vitt. De flesta färger accepteras.

## Hälsa
Den amerikanska bulldoggen kan ha en livslängd på 10–14 år och tenderar att vara stark, fysiskt aktiv och frisk. Några av den amerikanska bulldoggens hälsoproblem hittas vanligen inom specifika genetiska linjer och är inte vanliga inom rasen som helhet.
Till hälsoproblemen, som förekommer mer eller mindre vanligt, inom rasen hör höftledsdysplasi (HD), armbågsledsdysplasi (ED), osteochondritis dissekans (OCD), spondylos, utåtvikta eller inåtrullade ögonlockskanter (entropion/ektropion), NCL (neuronal ceroid lipofuscinosis), ichthyosis (seborreisk hudsjukdom), demodikos (hudsjukdom orsakad av demodexkvalster),  atopi och allergi, dilaterad kardiomyopati, dvs förstorat hjärta (DCM), underfunktion av sköldkörteln (hypothyreoidism), njursjukdom och skelettcancer. HD, ED, och NCL är sjukdomar som är lätta att upptäcka genom tester och relativt enkla att bekämpa genom avelsstrategier. De övriga sjukdomarna är genetiskt lite mer svårgripbara och svårare att bekämpa på annat sätt än att utesluta sjuka djur och misstänkta anlagsbärare från avel.

## Övrigt
I juli 2018 dog en 15-årig pojke  efter att han blivit biten i halsen av en amerikansk bulldog. Ägaren till hunden är nu misstänkt för vållande till annans död och bristande tillsyn av hund.

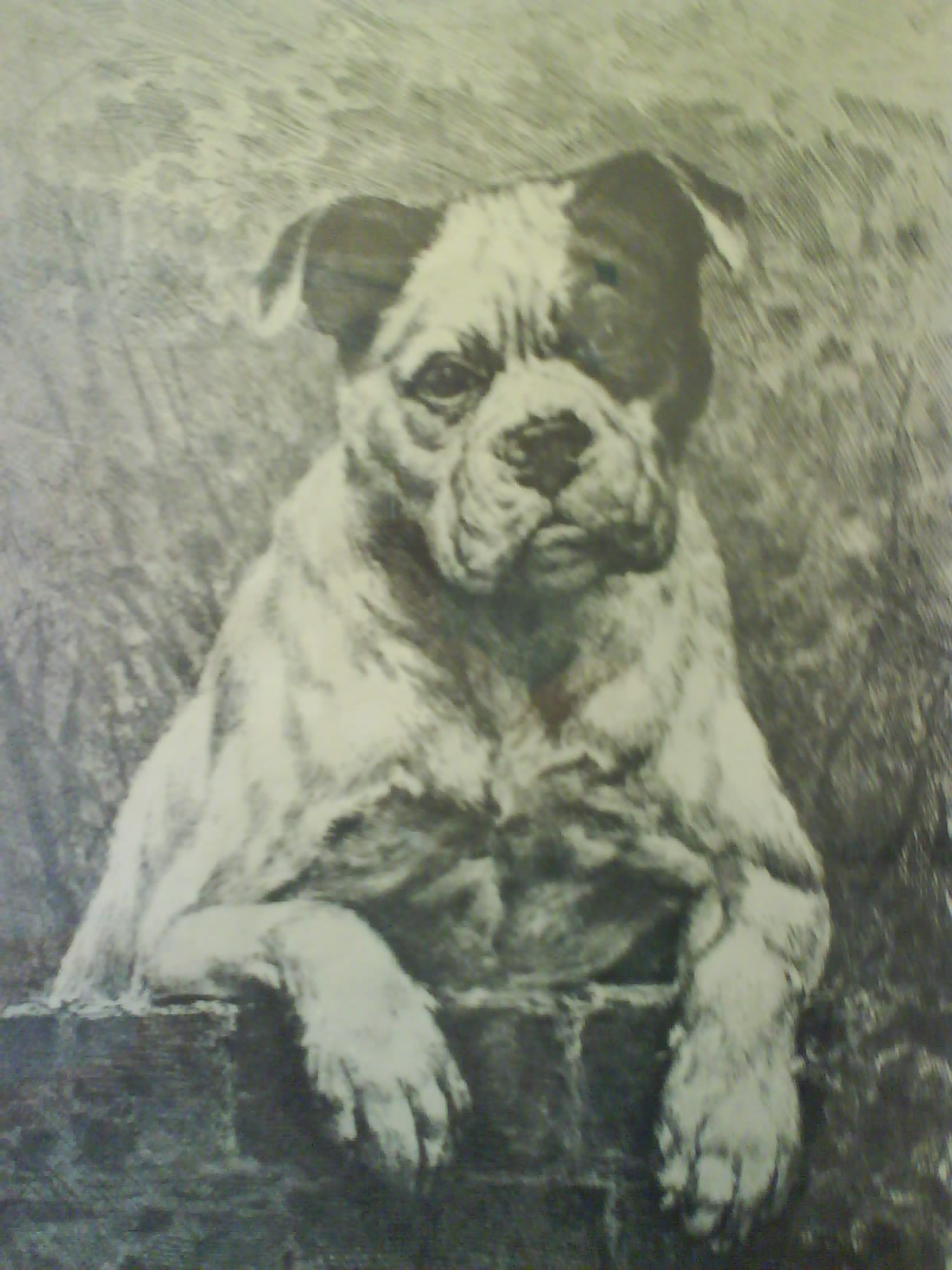
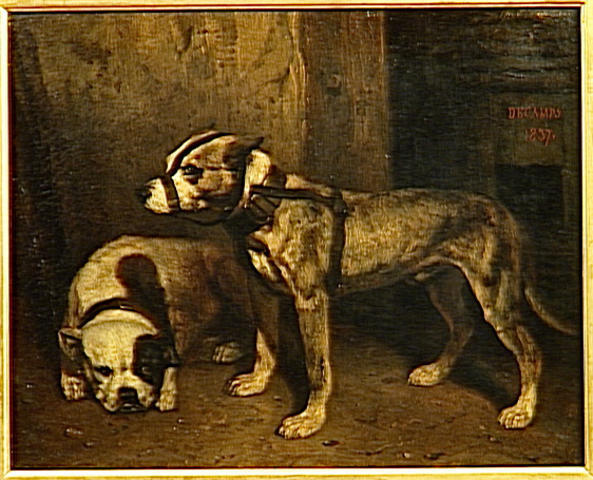
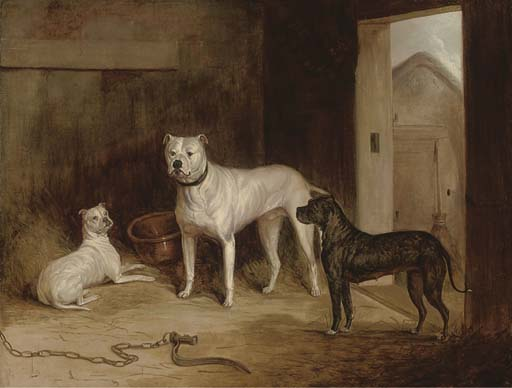
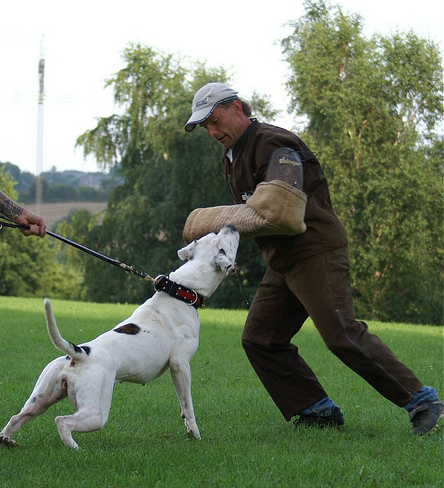